# Argyractis cathanalis
Argyractis cathanalis là một loài bướm đêm trong họ Crambidae.